# Принцесса (блюдо)
Принцесса (болг. принцеса) — популярная закуска болгарской кухни, блюдо «на скорую руку». Принцесса представляет собой подобие горячего бутерброда: ломтик хлеба, намазанный мясным фаршем и яйцом, или смесью фарша, яйца и сыра, или брынзой с яйцами и специями (молотый острый красный перец, чёрный перец, «шарена соль», соль, чабер), который запекают в духовке. Также на бутерброд добавляют укроп и тёртый чеснок.
В восточной и юго-восточной Болгарии этот вид закуски называется странджанка (или странженка), от одноименных гор, который отличается от «принцессы» своей длиной и тем, что в ней больше специй. Также странджанка запекается с мясным фаршем исключительно на гриле.